# Domenico Chelli
Domenico Chelli (Firenze, 1746 – 1820) è stato un architetto, scenografo, pittore e decoratore italiano, attivo a Napoli a partire dalla seconda metà del '700, dove fu insegnante di prospettiva presso il Real Istituto di Belle Arti e scenografo del Teatro San Carlo fin dal 1782.
A partire dal 1788 effettuò lavori anche a Palazzo Reale (dove restano alcuni frammenti di "dipinti a scaglia" che gli vengono attribuiti) e in alcune chiese della città. In certi casi collaborò con Fedele Fischetti e con l'allievo Giuseppe Cammarano, che completò alcune sue opere, fra cui quelle eseguite nel Real Sito di Carditello.
Nel 1790 gli venne affidato il compito di decorare il Teatro San Ferdinando, inaugurato l'anno successivo. Nel 1797, in occasione dell'arrivo dell'arciduchessa Maria Clementina d'Austria, moglie dell'allora erede al trono, ricevette l'incarico di abbellire il San Carlo; nel corso dell'intervento (andato perduto nel 1816 a causa di un incendio) vennero apportate numerose modifiche alla sistemazione curata da Ferdinando Fuga, il soffitto fu decorato con la rappresentazione di un pubblico fittizio e vennero del tutto eliminati gli specchi provvisti di torciere che erano stati allestiti nei palchi vent'anni prima.
All'inizio dell'Ottocento, durante il decennio francese, al Chelli fu commissionata la costruzione di quello che avrebbe dovuto essere il Teatro di Avellino, ma il progetto non si concretizzò più una volta scomparso Giacomo Mazas, intendente di Principato Ultra, che ne era stato l'ispiratore.
Chelli dominò il mondo della scenografia teatrale napoletana dalla fine del Settecento sino ai primi anni dell'Ottocento, quando gradualmente fu messo da parte, sia a causa del cambiamento del gusto, che imponeva il ritorno al classicismo, sia a causa di vicende personali legate agli eventi politici di quegli anni.

## Opere
Il seguente elenco comprende le opere di cui l'architetto Chelli curò le scenografie, fra parentesi ci sono il luogo e la data della prima rappresentazione.
- Calipso (San Carlo, 30 maggio 1782)
- L'eroe cinese (San Carlo, 13 agosto 1782)
- La Zulima (San Carlo, 4 novembre 1782)
- La Nitteti (San Carlo, 20 gennaio 1783)
- Medonte (San Carlo, 30 maggio 1783)
- Oreste (San Carlo, 13 agosto 1783)
- Artaserse (San Carlo, 4 novembre 1783)
- Adone e Venere (San Carlo, 12 gennaio 1784)
- Cajo Mario (San Carlo, 30 maggio 1784)
- Artenice (San Carlo, 13 agosto 1784)
- Catone in Utica (San Carlo, 4 novembre 1784)
- Antigone (San Carlo, 12 gennaio 1785)
- Ifigenia in Aulide (San Carlo, 30 maggio 1785)
- Enea e Lavinia (San Carlo, 4 novembre 1785)
- Olimpiade (San Carlo, 20 gennaio 1786)
- Olimpia (San Carlo, 6 giugno 1786)
- Giulio Sabino (San Carlo, 13 agosto 1786)
- Mesenzio, re d'Etruria (San Carlo, 4 novembre 1786)
- Pirro re di Epiro (San Carlo, 12 gennaio 1787)
- La distruzione di Gerusalemme (San Carlo, 25 febbraio 1787)
- Laocoonte (San Carlo, 30 maggio 1787)
- Scipione Africano (San Carlo, 13 agosto 1787)
- Giunone e Lucina (San Carlo, 8 settembre 1787)
- Arianatte (San Carlo, 4 novembre 1787)
- Fedra (San Carlo, 1º gennaio 1788)
- Debora e Sisara (San Carlo, 13 febbraio 1788)
- Didone abbandonata (San Carlo, 30 maggio 1788)
- Una cosa rara ossia Bellezza ed onestà (San Carlo, 29 ottobre 1788)
- Il Rinaldo (San Carlo, 4 novembre 1788)
- Catone in Utica (San Carlo, 1º gennaio 1789)
- L'Ademira (San Carlo, 30 maggio 1789)
- Ricimero (San Carlo, 13 agosto 1789)
- Alessandro nell'Indie (San Carlo, 4 novembre 1789)
- Zenobia in Palmira (San Carlo, 30 maggio 1790)
- La disfatta di Dario (San Carlo, 13 agosto 1790)
- La vendetta di Nino (San Carlo, 12 novembre 1790)
- Pizzarro nelle Indie (San Carlo, 23 gennaio 1791)
- Lucio Papirio (San Carlo, 30 maggio 1791)
- Briseide (San Carlo, 13 agosto 1791)
- Antigona (San Carlo, 4 novembre 1791)
- Alessandro nelle Indie (San Carlo, 12 gennaio 1792)
- Gionata (San Carlo, 4 marzo 1792)
- L'Arminio (San Carlo, 13 agosto 1792)
- Elfrida (San Carlo, 4 novembre 1792)
- Ercole al Termodonte (San Carlo, 12 gennaio 1793)
- Olindo e Sofronia (San Carlo, 17 febbraio 1793)
- Attalo re di Bitinia (San Carlo, 13 agosto 1793)
- Giasone e Medea (San Carlo, 4 novembre 1793)
- Elvira (San Carlo, 12 gennaio 1794)
- Ines de Castro (San Carlo, 30 maggio 1794)
- Venere con Adone ossia Le gelosie di Diana e di Marte (San Carlo, 13 agosto 1794)
- Saffo o sia Il salto di Leucade (San Carlo, 15 agosto 1794)
- Didone abbandonata (San Carlo, 4 novembre 1794)
- La morte di Semiramide (San Carlo, 12 gennaio 1795)
- Il trionfo di Camilla (San Carlo, 30 maggio 1795)
- Arsinoe (San Carlo, 13 agosto 1795)
- Gli Orazi e i Curiazi (San Carlo, 4 novembre 1795)
- Apelle e Campaspe (San Carlo, 8 maggio 1796)
- La morte di Cleopatra (San Carlo, 22 giugno 1796)
- Artemisia regina di Caria (San Carlo, 12 giugno 1797)
- Consalvo di Cordova (San Carlo, 13 agosto 1797)
- Andromaca (San Carlo, 4 novembre 1797)
- Antigono (San Carlo, 12 gennaio 1798)
- Gionata Maccabeo (San Carlo, 28 febbraio 1798)
- La morte di Cleopatra (San Carlo, 30 maggio 1798)
- La vendetta di Medea (San Carlo, 13 agosto 1798)
- Ippolito (San Carlo, 4 novembre 1798)
- Nicaboro in Yucatan (San Carlo, 12 gennaio 1799)
- Enea in Cartagine (San Carlo, 13 agosto 1799)
- Gonzalvo ossia Gli americani (San Carlo, 4 novembre 1802)
- La reggia del destino (San Carlo, 21 novembre 1802)
- Piramo e Tisbe (San Carlo, 30 maggio 1803)
- Asterio e Teseo (San Carlo, 13 agosto 1803)
- Obeide e Atamare (San Carlo, 4 novembre 1803)
- Peribea e Telamone (San Carlo, 30 maggio 1804)
- Ifigenia in Aulide (San Carlo, 4 novembre 1804)
- Ciro riconosciuto (San Carlo, 12 gennaio 1805)
- Andromeda (San Carlo, 30 maggio 1805)
- L'oracolo sannita (San Carlo, 4 novembre 1805)
- Paride (San Carlo, 12 gennaio 1806)
- Ines de Castro (San Carlo, 11 ottobre 1806)
- Licurgo (San Carlo, 15 novembre 1806)
- Artemisia (San Carlo, 1º gennaio 1807)
- Il trionfo di Tomiri (San Carlo, 15 febbraio 1807)
- Elisa (San Carlo, 18 marzo 1807)
- Climene (San Carlo, 27 giugno 1807)
- Aristodemo (San Carlo, 15 agosto 1807)
- Ginevra di Scozia (San Carlo, 19 gennaio 1815)